# Rudolf Posch (Politiker)
Rudolf Posch (* 17. Dezember 1894 in Neunkirchen; † 7. Juni 1934 in Wolkersdorf) war ein österreichischer Politiker (SDAP) und Industrieangestellter. Posch war von 1932 bis 1934 Abgeordneter zum Landtag von Niederösterreich.
Nachdem Posch die Pflicht- und Handelsschule absolviert hatte, war er als Industrieangestellter bei Schoeller-Bleckmann beschäftigt. Im Ersten Weltkrieg wurde Posch zum Militärdienst eingezogen, ab 1924 war Posch als Bezirkssekretär der Sozialdemokratischen Arbeiter tätig. Posch vertrat die SDAP zwischen dem 21. Mai 1932 und dem 16. Februar 1934 im Niederösterreichischen Landtag. Sein Mandat wurde ihm im Zuge der Februarkämpfe und dem Verbot der SDAP per 16. Februar aberkannt. Wenige Monate später beging Posch Suizid.